# Danaus ravida
Danaus ravida is een vlinder uit de familie Nymphalidae. De wetenschappelijke naam van de soort is voor het eerst geldig gepubliceerd in 1896 door Hans Fruhstorfer.